# Joseph Partsch
Joseph Partsch, född 4 juli 1851 i Schreiberhau, Schlesien, död 22 juni 1925 i Bad Brambach, var en tysk geograf. Han var far till Joseph Aloys August Partsch och farfar till Karl Partsch.
Partsch blev 1876 extra ordinarie och 1884 ordinarie professor i geografi vid universitetet i Breslau och efterträdde 1905 Friedrich Ratzel vid universitetet i Leipzig, en befattning vilken han innehade till 1922.